# Ixé
Ixé, inché ou erã axé é a comida ritual votiva, oferecida a todos orixás da cultura afro brasileira denominado de candomblé.
Este alimento ritual é um dos mais sagrados e importantes para o povo do santo. Preparado com "miúdos" entranhas e extremidades dos animais sacrificados nos rituais de oroeje, podendo ser cozidos ou não, a depender da vontade do orixá e temperado com cebola, sal e camarão seco ou com outros temperos como lelecun, bejerecum, aridã, obi, atarê, orobô, etc., tudo consultado previamente no oraculo do merindilogum.

## Preceitos
A complexidade desta comida ritual envolve os demais sacerdotes do candomblé, como babalorixá ou ialorixá, axogum, equede, ogã, iamorô, iaefum, e principalmente a iabassê que prepara este alimento indispensável na feitura de santo e construções de assentamentos de orixás.
O ixé Pode ser conduzido por qualquer pessoa que possua Oiê como babalorixá ou ialorixá, axogum, equede, ogã, iamorô, iaefum, iabassê, peji com muito respeito e cânticos específicos por todos da comunidade e colocado em frente dos assentamentos e ali recitados versos do itã e feito vários oriquis e adurá, podendo permanecer por um período de apenas três horas, três dias ou sete. Normalmente esta grande oferenda é repartida para todos os crentes no sentido de obter a força do sagrado e fortificar os laços familiar.